# Thánh Lucia
Thánh Lucia thành Syracusae hay thánh Lucia Tử đạo (283–304) là một nữ tín hữu Kitô giáo người Ý đã chịu tử đạo trong đợt Đại Bách hại dưới triều hoàng đế Diocletianus. Tên Lucia của cô có gốc từ tiếng Latinh lux, nghĩa là ánh sáng. Cô là một trong những trinh nữ tử đạo nổi tiếng nhất, cùng với Agatha thành Sicily, Agnes thành Rome, Cecilia thành Rome và Catherine thành Alexandria.

## Cuộc đời
Lucia sinh ra tại Syracusae ở đảo Sicilia thuộc nước Ý. Cô mồ côi cha từ bé. Thuở thiếu thời, cô đã được giáo dục đức tin và đã dành trọn cuộc đời để thờ phụng Thiên Chúa; vậy nhưng khi trưởng thành, mẹ cô, một người gốc Hy Lạp tên là Eutychia đã ép cô phải lập gia đình. Mẹ Lucia hứa gả cô cho một thanh niên giàu có theo tập tục thời bây giờ: Chỉ cần hai gia đình quen biết, không cần đến sự đồng thuận của đôi nam nữ.
Sau đó, mẹ Lucia lâm trọng bệnh nhưng may mắn qua khỏi. Sau biến cố này Lucia thêm phần tin vào Chúa, cô cho rằng tất cả là do Thiên Chúa đã ban phước lành; từ đó cô từ khước hôn nhân đồng thời bán tất cả tài sản riêng dùng làm của hồi môn của mình để phân phát cho kẻ nghèo khó.
Vì bị từ hôn, chàng trai đáng lẽ là chồng của Lucia đã tố cáo với Hoàng đế La Mã Diocletianus (vốn là một vị vua không có cảm tình với Kitô giáo) rằng Lucia hiện đang theo đạo Thiên Chúa.
Cô bị bắt và bị giải tới trước mặt quan Paschase. Paschase dụ dỗ cô dâng hương tế thần nhưng cô không đồng ý vì vậy ông này đã hủy hoại trinh tiết Lucia bằng cách giao cô cho một số thanh niên dâm đãng để làm nhục. Nhưng tình thương của Chúa thật nhiệm màu. Chúa đã làm phép lạ gìn giữ Lucia làm cho thân xác Lucia hoá ra nặng như đá nên không kẻ nào có thế làm hại được nàng.
Sau đó với sự nóng giận của một người thua cuộc, quan Paschase đã đã cho quân lính tẩm dầu vào thân xác Lucia và đốt cháy cho đến chết. Lucia đã hy sinh vì Chúa năm 304.

## Di hài

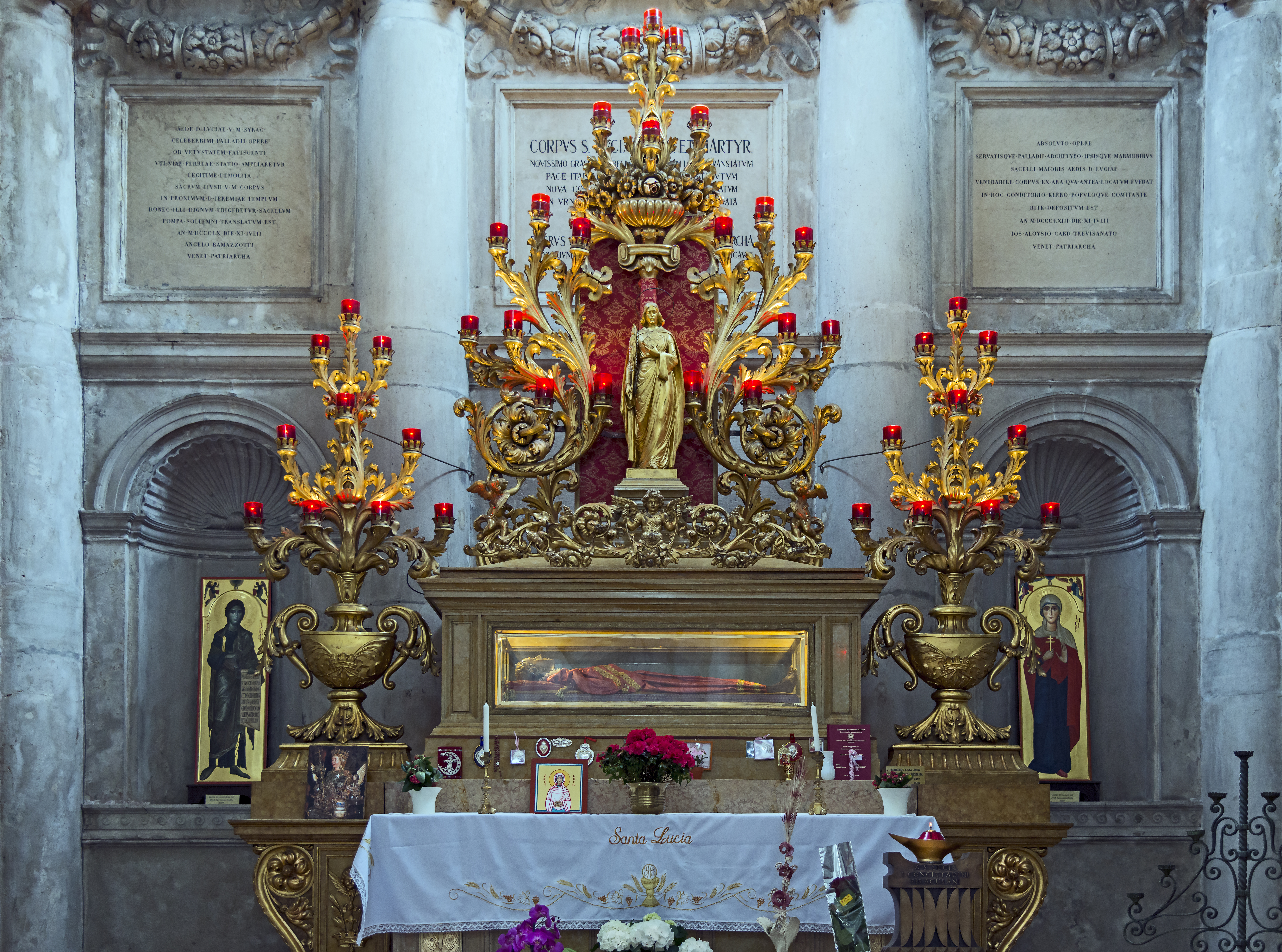
Thánh tích Lucia tại nhà thờ Geremia

Theo lời kể của Sigebert (1030-1112) một tu sĩ ở Genbloux trong sách "Sermo de Sancta Lucia" thì thi hài của cô được an táng tại Sicilia hơn 400 năm, cho đến khi Quận công Spoleto chiếm được đảo và cho di chuyển Thánh tích về Corfinium ở Ý. Năm 972, Thánh tích lại được dời chuyển một lần nữa bởi hoàng đế Otho I về nhà thờ Thánh Vincent tại Metz. Một cánh tay của Thánh nữ được cắt ra cho tu viện Luitburg thuộc giáo phận Spires. Một phần Thánh tích của Thánh nữ Lucia được tìm thấy tại Constantinopolis năm 1204 và chuyển về tu viện Thánh Geremia. Thánh tích được an vị tại đây hơn 777 năm.
Sau đó ngày 07 tháng 11 năm 1981, hai tên trộm người Sicilians đập vỡ hòm kính lấy đem đi hài cốt của Thánh nữ chỉ còn chừa lại xương sọ và mặt nạ. Thánh tích lại được trả về một tháng sau đó theo lời khẩn khoản yêu cầu của giáo quyền của đảo Sicilia.

## Mừng kính

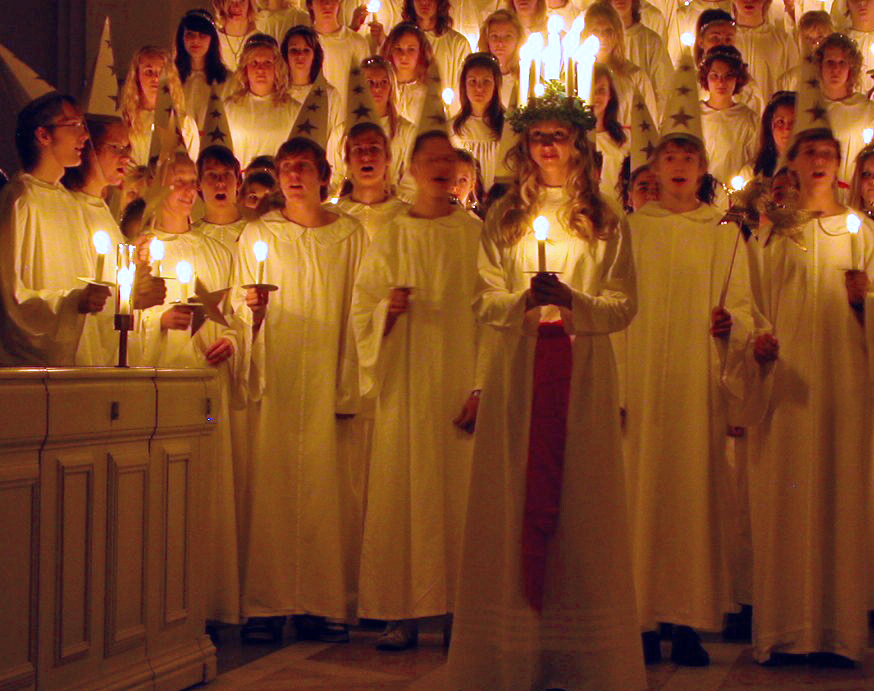
Cuộc rước trong ngày thánh Lucia tại Thụy Điển

Lễ kính thánh Lucia được cử hành vào ngày 13 tháng 12, trong mùa Vọng. Trước khi lịch pháp được cải cách, ngày này từng trùng với Đông chí - ngày ngắn nhất trong năm, do đó mà lễ kính bà được coi là một lễ hội ánh sáng.
Lễ này được mừng đặc biệt tại các nước Scandinavia, nơi vốn có mùa đông lạnh giá kéo dài. Khi đó, các thiếu nữ mặc trang phục trắng với khăn đỏ (tượng trưng cho sự tử đạo), mang cành cọ, đội vòng lá và khay nến trên đầu. Tại Na Uy và Thụy Điển, các cô gái mang bánh và cùng hát trong các đoàn rước. Người ta nói rằng mừng kính ngày lễ thánh Lucia sẽ giúp sống qua những ngày đông dài với đủ ánh sáng.